# Drei vom Varieté
Drei vom Varieté (Verweistitel: Spiel mit dem Leben) ist ein deutscher Artistenfilm aus dem Jahr 1954, der von Kurt Neumann frei nach Motiven des Romans Der Eid des Stephan Huller von Felix Hollaender verfilmt wurde. Ingrid Andree spielt die junge Artistin Jeanine, die von ihrem Kollegen Renato bedrängt wird, obwohl sie ihm klarzumachen versucht, dass sie zu ihrem Mann Alexis (Erich Schellow) gehört.

## Handlung
Jeanine Wagner, ihr Ehemann Alexis und Renato Oscar sind unter dem Namen „Die 3 Loopings“ die Stars des Varietés Royal. Ein erstmals vorgeführter Salto mit verbundenen Augen katapultiert die drei noch höher in der Zuschauergunst. Immer wieder hat Jeanine Probleme mit Renato, der sich in sie verliebt hat und sie mit seinen Gefühlen verfolgt. Ihre Bitten, das zu unterlassen, ignoriert er, überzeugt davon, dass er und Jeanine zusammengehören. Am Abend ihres spektakulären Saltos stellt er die junge Frau in einem Zimmer und verschließt die Tür. Wiederum verhält er sich unangemessen und versucht dann sogar, Jeanine in seine Arme zu ziehen und zu küssen. Ihrer Warnung, die Tür sofort aufzuschließen und sie gehen zu lassen, kommt er nicht nach, woraufhin Jeanine nach einer Waffe greift und ihn erschießt.
Es kommt zu einer Gerichtsverhandlung. Jeanines Anwalt erklärt ihr, dass es nicht gut für sie aussehe. Jeanine erzählt dem Gericht, wie sie Renato seinerzeit in einem kleinen Wanderzirkus kennengelernt hatte. Sie führte dort mit ihrem väterlichen Freund und Vormund Timm Broders eine Hundedressur vor. Ihr späterer Mann bildete zusammen mit den Artisten Renato und Vera unter dem Namen „Die 3 Rinaldos“ die Zugnummer am Trapez. Vera schied dann wegen Schwangerschaft aus und empfahl Jeanine als Ersatz. Bedenken der Männer zerstreute sie mit der Bemerkung, dass Jeanine im Zirkus aufgewachsen und vielseitig begabt sei. Zwar habe sie erst nicht gewollt, ihr Vormund habe ihr jedoch zugeraten, und so habe sie angefangen zu trainieren. Alexis sei sehr zufrieden mit ihr gewesen. Renato habe von Anfang an versucht mit ihr anzubändeln und sie mit seinen Liebesgeständnissen verfolgt. Immer wieder habe sie ihm zu vermitteln versucht, dass ihr das unangenehm sei. Selbst während der gefährlichen Arbeit am Trapez habe er sie bedrängt und ihr gesagt, dass sie ihm gehöre. Irgendwann habe er dann wohl ein Einsehen gehabt und die Truppe verlassen wollen, was aber aufgrund ihrer Verlobung mit Alexis im Sande verlaufen sei. Die Eheschließung sei dann relativ schnell erfolgt. Renatos Annäherungsversuche hätten jedoch nicht aufgehört und seien dann an jenem verhängnisvollen Abend in der von ihr verübten Tat eskaliert. Auf die Jeanine gestellte Frage, warum sie sich ihrem Mann nicht anvertraut habe, will sie nicht antworten. Als Alexis gefragt wird, was er getan hätte, hätte er gewusst, wie sehr Renato seine Frau bedrängt, antwortet der Artist, dass er genauso gehandelt hätte wie Jeanine. Der Staatsanwalt meint daraufhin, dass damit geklärt sei, dass Jeanine sich schützend vor ihren Mann stelle.
Überraschend ruft Jeanines Verteidiger Valerie Latour, Jeanines Mutter, in den Zeugenstand. Sie beginnt zu erzählen: Mein Mann Charles und ich und Jeanine, wir waren einmal eine glückliche Familie, die es nach bescheidenen Anfängen zu etwas gebracht hatte. Zu der Zeit, als ich dem Dirigenten Luigi Borella erstmals begegnete, arbeiteten wir in einem Variete. Er dirigierte dort unter anderem den „Schicksalswalzer“. Wir fühlten uns sofort voneinander angezogen und begannen ein Verhältnis. Ausgerechnet an meinem Geburtstag erfuhr mein Mann durch unglückliche Umstände davon, als ich zu dem von ihm und meiner Tochter so liebevoll vorbereiteten Essen nicht erschien. Kurz zuvor habe sie Borella noch beschworen, dass ihr Mann nie etwas von ihrem Verhältnis erfahren dürfe, da er ihn sonst umbringen werde. Borella habe das mit der Bemerkung abgetan, das hätten schon viele gewollt, aber er lebe immer noch.
Sie fährt fort: Als ich zu Hause erschien, hat mein Mann nicht ein einziges Wort gesagt. Wir haben uns für unsere Nummer, die berühmte „Todesbalance“, umgezogen und den Auftritt unter erschwerten Bedingungen durchgestanden. Als wir dann zurück in der Garderobe waren, hat mein Mann Borella auf dem Flur den „Schicksalswalzer“ pfeifen hören.  Er ist aus dem Zimmer gestürmt und dem Dirigenten hinterhergelaufen, der sich vor ihm versteckt hat. Letztendlich hat er Borella gestellt und erwürgt. Meine Tochter, die ich beiden hinterhergeschickt habe, hat alles miterleben müssen. Mein Mann wurde verurteilt, lehnte ein Gnadengesuch aber ab, da er sich für die von ihm begangene Tötung eines Menschen verantworten wollte. Meine Tochter hat einen Vormund bekommen, der meinem Mann versprechen musste, dafür zu sorgen, dass sie mich nie wiedersieht. Jeanine wurde von ihrem Vater seinerzeit das Versprechen abgenommen, eine gute Artistin, aber vor allem eine gute Ehefrau zu werden. Außerdem gab er ihr mit auf den Weg, sie solle immer daran denken, dass ich, ihre Mutter, ihrer aller Leben zerstört habe.
Valerie Latour beschwört das Gericht, dass Jeanine das Leben des Mannes habe schützen wollen, den sie liebt. Etwas, was sie nicht geschafft habe. Ihr Mann sei nach kurzer Zeit in der Haft an gebrochenem Herzen gestorben. Jeanine hält es nicht mehr auf ihrem Platz, sie geht zu ihrer Mutter und umarmt sie. Nach ihrer Verurteilung, die mit zwei Jahren Gefängnis milde ausfällt, versichert Alexis seiner Frau, dass er auf sie warten werde. Beide sind sich einig, dass ihre Beziehung eine neue Qualität bekommen hat.

## Produktion und Hintergrund
Produziert wurde der Film von der Standard-Film GmbH, die Gesamtleitung lag bei Franz Tapper; Verleihfirma war die Deutsche London Film. Gedreht wurde im Filmatelier Göttingen. Die Außenaufnahmen entstanden im Williamsbau in Köln. Für die Filmbauten waren Paul Markwitz und Ernst H. Albrecht verantwortlich.
Der Film wurde am 6. Dezember 1954 unter der Nummer 08973 einer FSK-Prüfung unterzogen und ab 16 Jahren freigegeben mit dem Zusatz „feiertagsfrei“.
In der Bundesrepublik Deutschland wurde Drei vom Varieté am 21. Dezember 1954 im Palastkino in Duisburg uraufgeführt. In der Deutschen Demokratischen Republik lief der Film am 26. Oktober 1956 an. Der Deutsche Fernsehfunk strahlte ihn erstmals am 26. November 1960 aus.
In Finnland lief der Film am 20. Januar 1956 unter dem Titel Varieté an, in Griechenland unter dem Titel I diki tis Jeannine Latour und in Italien unter La morte nell’ombra.

## Kritik
Für Kino.de stellte sich Drei vom Varieté als „wirres Dreiecksdrama  unter der Zirkuskuppel“ dar. Weiter wurde ausgeführt: „Zirkus ist gut, Krimi ist gut, warum soll also nicht Krimi im Zirkus funktionieren? Das dachte sich wohl Regie-Routinier Kurt Neumann […], der frei nach Motiven von Felix Hoflaenders Roman ‘Der Eid des Stefan Huller’ diese wenig durchdachte Psycho-Trapeznummer in Szene setzte.“
Die Kritik des Lexikon des internationalen Films war negativ und wurde zusammengefasst in dem Satz: „Wirrer Psycho-Kriminalfilm im Zirkus- und Tingeltangel-Milieu.“